# 贾森·库珀
贾森·库珀（英語：Jason Cooper，1972年2月16日—），澳大利亚男子游泳运动员，主攻蝶泳。他曾代表澳大利亚参加1990年英联邦运动会游泳比赛，获得一枚金牌和一枚铜牌。